# Neofusicoccum arbuti
Neofusicoccum arbuti är en svampart som först beskrevs av D.F. Farr & M. Elliott, och fick sitt nu gällande namn av Crous, Slippers & A.J.L. Phillips 2006. Neofusicoccum arbuti ingår i släktet Neofusicoccum och familjen Botryosphaeriaceae.   Inga underarter finns listade i Catalogue of Life.